# Machaeropteris rugosella
Machaeropteris rugosella är en fjärilsart som beskrevs av Pieter Cornelius Tobias Snellen 1885. Machaeropteris rugosella ingår i släktet Machaeropteris och familjen äkta malar. Inga underarter finns listade i Catalogue of Life.